# Gerhard Tackmann
Gerhard Tackmann (* 21. Oktober 1911 in Bölkendorf; † 11. Dezember 1989 in Malente) war ein deutscher Politiker (SPD).

## Leben
Tackmann machte 1931 Abitur am Gymnasium Fürstenwalde, anschließend studierte er Wirtschaftswissenschaften an der Handelshochschule Berlin und schloss 1936 als Diplomkaufmann ab. Nach dem Studium arbeitete er als Buchhaltungsrevisor sowie Sachbearbeiter und Abteilungsleiter für Betriebswirtschaft bei der Fachgruppe Handelsvertreter in Berlin. Für kurze Zeit war er auch als Bücherrevisor selbstständig. Tackmann war in der Weimarer Republik Mitglied der Deutschen Demokratischen Partei und bis 1932 auch Mitglied in der Deutschen Liga für Menschenrechte.
Von 1938 bis 1943 war Tackmann Mitglied des NS-Rechtswahrerbundes, am 1. Oktober 1940 trat er in die NSDAP ein. Im Zweiten Weltkrieg wurde Tackmann von 1939 bis 1945 beim Forschungsamt des Reichsluftfahrtministeriums in Berlin dienstverpflichtet.
Nach dem Zweiten Weltkrieg arbeitete Tackmann als Wirtschaftsprüfer im Kreis Eutin und trat der SPD bei. Ab 1946 bekleidete Tackmann das Amt des Gemeindevorsteher und saß als Abgeordneter im Kreistag.  Von 1947 bis 1950 gehörte er dem Landtag von Schleswig-Holstein an, direkt gewählt im Wahlkreis Eutin-Nord. Dort war er Vorsitzender des Ausschusses für Flüchtlingswesen. Ferner gehörte er der ersten Bundesversammlung an. Tackmann war auch Bürgermeister von Malente. Von 1950 bis 1965 war er Landrat im Kreis Eutin.